# کاسالئونه

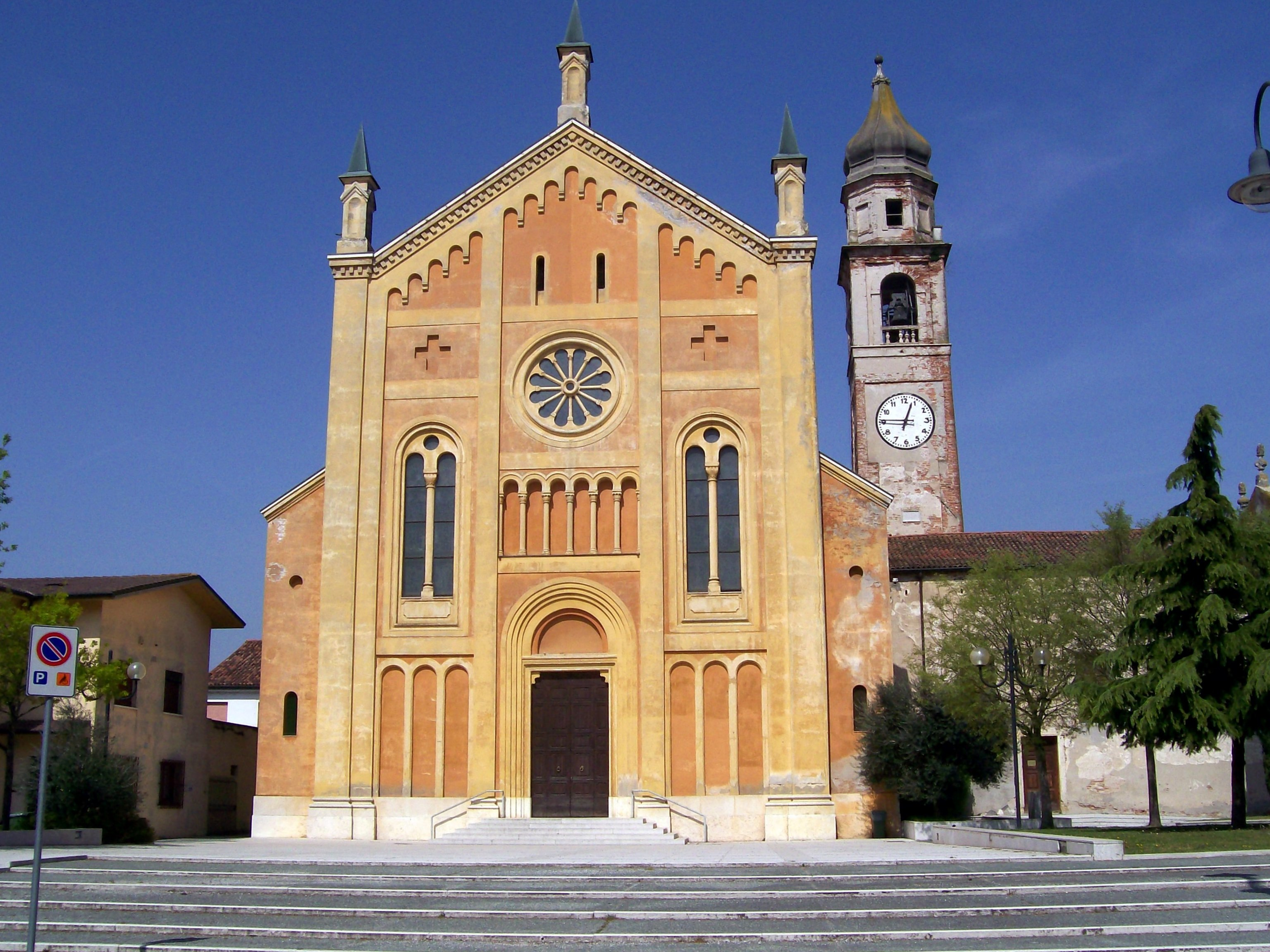
کلیسا ی کاسالئونه

کاسالئونه (به ایتالیایی: Casaleone) یک کومونه در ایتالیا است که در استان ورونا واقع شده‌است. کاسالئونه ۳۸٫۳ کیلومتر مربع مساحت و ۶٬۰۳۸ نفر جمعیت دارد و ۱۶ متر بالاتر از سطح دریا واقع شده‌است.